# Diego Brasioli
Diego Brasioli (Roma, 23 novembre 1961) è un diplomatico italiano.

## Biografia
Diego Brasioli è un diplomatico italiano, Inviato Speciale del Ministro degli Affari Esteri e della Cooperazione internazionale per la Cybersicurezza, capo dell'Unità per l'innovazione tecnologica e la sicurezza cibernetica della Farnesina.
Dopo il diploma presso il Liceo classico statale Dante Alighieri di Roma, nel 1985 si è laureato in Scienze Politiche all'Università degli Studi di Roma "La Sapienza".
Successivamente ad alcune collaborazioni con la Rai e la Radio Vaticana  e gli studi al Collège d’Europe di Bruges (Belgio), ha iniziato la carriera diplomatica nel 1986. Nel 1988 viene nominato secondo segretario a Islamabad (Pakistan) dove presta servizio fino al 1991 quando viene trasferito ad Amman in Giordania dove rimane fino al 1995. 
Durante il periodo trascorso al Ministero degli Affari Esteri, dal 1995 al 1999, partecipa nel 1998 all'International Visitor Leadership Program del Dipartimento di Stato USA.
Dal 1999 al 2003 lavora come Consigliere politico e Vice Capo Missione presso l'ambasciata d'Italia a Beirut (Libano), e dal 2003 al 2007 come Console Generale a Los Angeles (Stati Uniti d'America).
Rientrato a Roma nel 2007, viene chiamato a dirigere l'Ufficio III della Direzione Generale per gli Affari Politici, occupandosi di lotta al crimine organizzato transnazionale e al terrorismo internazionale, nonché seguendo l'agenda politica del G8 e preparando il Summit G8 dell'Aquila (2009) e nel 2010 è nominato Presidente del Comitato interministeriale per i diritti umani (CIDU).
Dal 2013 al 2017 è Ambasciatore italiano in Romania.
Nel 2017 viene nominato Vice Direttore Generale per gli Affari Politici / Direttore Centrale per i Paesi del Mediterraneo e del Medio Oriente e nel giugno 2018 Direttore Centrale per le questioni di Sicurezza e Vicario del Direttore Generale per gli Affari Politici del Ministero degli Affari Esteri e della Cooperazione internazionale.
Dal 2020 al 2024 è ambasciatore d'Italia in Lussemburgo.
Collabora con l'Università del Lussemburgo, nell'ambito del Master of European Governance, con un corso su "Diplomacy in the Contemporary World: New Challenges and Strategic Priorities".
Membro della Società Italiana di Scienza Politica (SISP).
Ha collaborato con numerose riviste di relazioni internazionali tra cui Affari Sociali Internazionali e Affari Esteri.
È tra gli autori della la Rivista di Studi Politici Internazionali (RSPI).
Dal 2023 è direttore emerito del Diplomacy Lab dell'Università del Lussemburgo.
È docente a contratto dell'Università LUMSA di Roma, corso di Laurea magistrale in Relazioni internazionali, "International relations in the Digital Era".
È tra gli autori della Strategia Nazionale per le Tecnologie Quantistiche (TQ), pubblicata il 30 luglio 2025.

## Pubblicazioni
- La questione di Gerusalemme: aspetti religiosi e politici, Istituto diplomatico, Roma, 1998
- Il caffè di Tamer, Mursia, Milano, 2002[15]
- Le stelle di Babilonia, Mursia, Milano, 2007[16]
- Diplomacy in the Post-Globalized World: New Challenges and Strategic Priorities, Diego Brasioli, Anna-Lena Högenauer (eds.), University of Luxembourg, 2023[17]
- Theory and Practice of Contemporary Diplomacy: Instructions for Use, Diego Brasioli, Anna-Lena Högenauer (eds.), University of Luxembourg, 2024[18]
- The Routledge Handbook of Artificial Intelligence and International Relations, Diego Brasioli, Laura Guercio, Giovanna Gnerre Landini, Andrea de Giorgio (eds.), Routledge, London, 2025[19]

## Premi e riconoscimenti
- Premio Letterario Città di Gaeta, edizione 2007 per il libro "Le stelle di Babilonia"[16]